# چاملی‌دره، آنکارا
چاملی‌دره (به ترکی استانبولی: Çamlıdere) یک شهرک در ترکیه است که در ناحیه آناتولی مرکزی واقع شده‌است. چاملی‌دره ۱٬۱۷۵ متر بالاتر از سطح دریا واقع شده‌است.